# Şahinbey
Şahinbey (kurdisch شاهینبەی Şahînbey) ist eine Stadtgemeinde (Belediye) im gleichnamigen Ilçe (Landkreis) der Provinz Gaziantep in der türkischen Region Südostanatolien und gleichzeitig ein Stadtbezirk der 1986 gebildeten Büyükşehir belediyesi Gaziantep (Großstadtgemeinde/Metropolprovinz). Seit der Gebietsreform ab 2013 ist die Gemeinde flächen- und einwohnermäßig identisch mit dem Landkreis. 
Der Kreis okkupiert den südlichen Teil der Provinzhauptstadt Gaziantep und grenzt im Süden an die 1995 abgespaltene Provinz Kilis, die nördliche Grenze stellt der Kreis Şehitkamil dar.
Şahinbey ist für seine landwirtschaftlichen Erzeugnisse in Gaziantep bekannt, dazu zählen Weintrauben, Pistazien und gängige Gemüsesorten.

## Verwaltung
Der Kreis entstand durch das Gesetz Nr. 3398 und wurde am 19. September 1988 eigenständig. Yüksel Peker war von 1988 bis 1991 der erste Landrat (Kaymakam). Aus dem aufgelösten zentralen Landkreis (Merkez İlçe) der Provinzhauptstadt wurden nahezu der gesamte Bucak Burç (bestehend aus 41 Dörfern und dem namensgebenden Verwaltungssitz, der Belediye Burç) sowie ein Teil des zentralen Bucak (Merkez Bucak) mit der Belediye Büyükşahinbey für diesen Kreis abgetrennt.
(Bis) Ende 2012 bestand der Landkreis aus der Kreisstadt, der Stadtgemeinde (Belediye) Cevizli sowie aus 50 Dörfern (Köy), die während der Verwaltungsreform 2013/2014 in Mahalle (Stadtviertel/Ortsteile) überführt wurden. Die 134 Mahalle der Kreisstadt blieben unverändert erhalten, während die zwei Mahalle von Cevizli vereint wurden. Durch Herabstufung dieser Belediye und der Dörfer zu Mahalle stieg deren Zahl auf 187 an. Ihnen steht ein Muhtar als oberster Beamter vor. Die o. g. Belediye Burç und Büyükşahinbey waren bereits 2008 in die Kreisstadt eingegliedert worden, wobei die elf Mahalle (7+4) erhalten blieben.
Ende 2020 lebten durchschnittlich 5.144 Menschen in jedem Mahalle. Nachfolgende Tabelle nennt alle 68 Mahalle, die mehr als 10.000 Einwohner haben.
| Mahalle           | Einwohner |                   | Mahalle      | Einwohner              |        | Mahalle         | Einwohner |
| ----------------- | --------- | ----------------- | ------------ | ---------------------- | ------ | --------------- | --------- |
| Karataş Mah.      | 44.093    |                   | Beykent Mah. | 17.218                 |        | Perilikaya Mah. | 13.273    |
| Yeditepe Mah.     | 41.175    | Fıstıklık Mah.    | 17.114       | Gazikent Mah.          | 13.000 |                 |           |
| Güneykent Mah.    | 40.234    | Onat Kutlar Mah.  | 16.400       | Atakent Mah.           | 12.806 |                 |           |
| Şahintepe Mah.    | 39.101    | Zeytinli Mah.     | 16.391       | Emek Mah.              | 12.766 |                 |           |
| Güneş Mah.        | 34.618    | Karacaahmet Mah.  | 16.373       | Selahattin Eyyubi Mah. | 12.598 |                 |           |
| Seyrantepe Mah.   | 32.248    | Onur Mah.         | 16.351       | Kayaönü Mah.           | 12.574 |                 |           |
| Akkent Mah.       | 31.177    | Karacaoğlan Mah.  | 15.893       | Mimar Sinan Mah.       | 12.371 |                 |           |
| Güvenevler Mah.   | 30.987    | Beydilli Mah.     | 15.490       | Mimar Sinan Mah.       | 12.340 |                 |           |
| Bülbülzade Mah.   | 30.689    | Yeşilevler Mah.   | 15.469       | Özgürlük Mah.          | 12.324 |                 |           |
| Batıkent Mah.     | 28.630    | 75.Yıl Mah.       | 15.075       | Narlıtepe Mah.         | 12.209 |                 |           |
| Atatürk Mah.      | 26.814    | 60.Yıl Mah.       | 14.968       | Güzelvadi Mah.         | 12.181 |                 |           |
| Barak Mah.        | 24.891    | Dumlupınar Mah.   | 14.943       | 29 Ekim Mah.           | 11.967 |                 |           |
| Belkız Mah.       | 23.756    | Göllüce Mah.      | 14.891       | Çamlıtepe Mah.         | 11.927 |                 |           |
| Vatan Mah.        | 23.448    | Gaziler Mah.      | 14.718       | Ulaş Mah.              | 11.784 |                 |           |
| Mavikent Mah.     | 23.226    | Değirmiçem Mah.   | 14.656       | Osmangazi Mah.         | 11.472 |                 |           |
| İstiklal Mah.     | 22.152    | Mücahitler Mah.   | 14.574       | Sarıgüllük Mah.        | 11.293 |                 |           |
| Selimiye Mah.     | 19.435    | Eyüpsultan Mah.   | 14.478       | Fatih Mah.             | 10.988 |                 |           |
| Mevlana Mah.      | 19.178    | Çağdaş Mah.       | 14.451       | Kıbrıs Mah.            | 10.862 |                 |           |
| Konak Mah.        | 19.059    | Merveşehir Mah.   | 14.206       | Cengiz Topel Mah.      | 10.580 |                 |           |
| Ertuğrulgazi Mah. | 18.274    | Binevler Mah.     | 14.202       | Yeni Mah.              | 10.495 |                 |           |
| 8 Şubat Mah.      | 17.989    | İbn-İ Sina Mah.   | 13.932       | Güzelyurt Mah.         | 10.219 |                 |           |
| Burak Mah.        | 17.648    | Boyno Mah.        | 13.431       | Ocaklar Mah.           | 10.215 |                 |           |
| Şirinevler Mah.   | 17.352    | Fatih Sultan Mah. | 13.345       |                        |        |                 |           |

## Söhne und Töchter der Stadt
- Mustafa Etoğlu (* 1995), türkischer Fußballspieler
- Tufan Kelleci (* 1993), türkischer Fußballspieler
- Ramazan Özkabak (* 1996), türkischer Fußballspieler
- İbrahim Halil Yaşar (* 1994), türkischer Fußballspieler

Benannt ist Şahinbey nach dem Kommandanten der Kuvayı Milliye in Antep Şahin Bey, der während der französischen Besetzung der Stadt Antep nach dem Ersten Weltkrieg getötet wurde.